# 江乙
江乙（?—?），又作江一、江乞、江尹，战国初年魏国游士、楚国大夫。
江乙曾为魏国出使楚国，留在楚国，事奉楚宣王，善计谋。楚国令尹昭奚恤专权，大臣们都讨厌他，江乙在楚宣王面前以狐假虎威为寓言，中伤昭奚恤。又为楚宣王近臣坛谋画，以“从君殉死”谄媚楚王，坛得封为安陵君。
江乙担任郢大夫时，宫中失盗，令尹归罪江乙，将他罢黜。江乙之母丢失了八寻布。去见楚王，说令尹没有负责，盗贼公行，应该归罪令尹。楚王说“令尹不知”。江乙之母于是诉说其子江乙非罪被黜，与此相同。楚王于是再召江乙任用。